# Depot von Doubrava
Das Depot von Doubrava (auch Hortfund von Doubrava) ist ein Depotfund der frühbronzezeitlichen Aunjetitzer Kultur aus Doubrava, einem Ortsteil von Chrášťany u Týna nad Vltavou im Jihočeský kraj, Tschechien. Es datiert in die Zeit zwischen 1800 und 1600 v. Chr. Das Depot befindet sich heute im Museum von Týn nad Vltavou.

## Fundgeschichte
Das Depot wurde vor 1940 entdeckt. Die genaue Fundstelle und die Fundumstände sind unbekannt.

## Zusammensetzung
Das Depot besteht aus fünf bronzenen Spangenbarren. Bei Václav Mouchas Dokumentation war einer der Barren nicht auffindbar. Die restlichen vier Exemplare weisen neuzeitliche Beschädigungen auf.